# وینکو مارینوویچ
وینکو مارینوویچ (صربی: Vinko Marinović؛ زادهٔ ۳ مارس ۱۹۷۱) بازیکن سابق و مربی فوتبال اهل بوسنی و هرزگوین است.
از باشگاه‌هایی که در آن بازی کرده‌است می‌توان به باشگاه فوتبال ستاره سرخ بلگراد و باشگاه فوتبال بوراتس بانیا لوکا اشاره کرد.
وی همچنین در تیم ملی فوتبال صربستان و مونته‌نگرو بازی کرده‌است.